# Born in Flames
Born in Flames ist ein pseudodokumentarischer feministischer Science-Fiction-Film von Lizzie Borden aus dem Jahr 1983, der in einer alternativweltlichen sozialdemokratischen USA spielt. Der Titel entstammt dem Lied Born in Flames, geschrieben von einem Mitglied der Künstlergruppe Art & Language, Mayo Thompson von der Rockband Red Krayola.

## Inhalt
Zehn Jahre nach dem Sieg der Revolution und der Machtübernahme der sozialdemokratischen Partei tritt in New York die Frauenarmee öffentlich in Erscheinung. Mehrere Frauen verlieren deshalb ihren Arbeitsplatz. Im Umfeld zweier kleiner feministischer Radiosender kämpfen sie mit ihren Verbündeten gegen Rassismus, patriarchalische Verhaltensweisen und für ihre sozialen Rechte. 
Die Aktivistin Adelaide Norris hilft revolutionären Frauen aus der Westsahara beim Beschaffen von Waffen und wird bei der Rückkehr auf dem Flughafen verhaftet. In der Zelle kommt sie zu Tode. Die Regierung behauptet, sie habe Selbstmord begangen. Ihre Kampfgenossinnen von der Frauenarmee wollen nachweisen, dass es sich um Mord handelte.
Sie besetzen eine Radiostation der Regierung und zwingen die Techniker mit Waffengewalt, eine Rede des Präsidenten zu unterbrechen, in dem dieser ein Gesetz zur Bezahlung von Frauen für Hausarbeit begründet, und senden stattdessen eine politische Stellungnahme.
Nach Brandanschlägen unbekannter Täter gegen die beiden feministischen Radiosender senden diese vereinigt aus dem Untergrund.
Der Film endet mit einem Bombenanschlag gegen die Antenne auf dem Dach des World Trade Centers.

## Kritik
„Thematisch ungewöhnliche, fantasievolle und flüssige Untergrundagitation, die allerdings weitgehend nicht mehr als Schlagworte und Phrasen bietet und mit einem fragwürdigen Aufruf zur Gegengewalt endet.“

## Besonderheiten
Im Film spielen einige zur Zeit der Entstehung aktive Feministinnen mit, darunter die spätere Regisseurin und Oscar-Preisträgerin Kathryn Bigelow. Schauspieler Eric Bogosian debütiert als Techniker, der mit vorgehaltener Pistole gezwungen wird, ein Videoband abzuspielen. Red Krayolas Titelsong Born in Flames wurde bereits 1981 als Single veröffentlicht. Der Film lief bei der Berlinale 1983 im Forum-Programm. Auf dem Frauenfilmfestival in Créteil gewann der Film 1983 den Grand Prix.